# 蒂莫·科涅茨卡
弗里德赫姆·“蒂莫”·科涅茨卡（德語：Friedhelm „Timo“ Konietzka，1938年8月2日—2012年3月12日）是一名德国足球運動员及教练，并自1988年起亦持有瑞士国籍。在20世纪60年代，他作为前锋射入了德国足球甲级联赛成立后的首个入球，先后随多特蒙德及慕尼黑1860获得德国足球冠军。在教练生涯中，他曾經率领苏黎世分别各3次夺得瑞士甲级联赛及瑞士杯冠军。
由于他与苏联军事将领谢苗·康斯坦丁诺维奇·铁木辛哥有相似之处，因此科涅茨卡也获得了“Timo”的昵称，并将这纳入自己的正式名称当中。

## 生平
科涅茨卡成长于北莱茵-威斯特法伦州的吕嫩，并在14岁时成为一名矿工，随父亲及3个兄弟在维多利亚煤矿工作。随后多特蒙德足球俱乐部为他提供了一份在多特蒙德联合啤酒厂的工作职位，成为该厂的一名帮工，继而再至多特蒙德城市公共部门担任煤气路灯清洁工。

### 足球生涯

#### 俱乐部生涯
科涅茨卡在业余的时间会在吕嫩08足球俱乐部（VfB Lünen 08）踢球，直到20岁时被当时的多特蒙德球员赫尔穆特·布拉赫特发现，并由主帅马克斯·默克尔将其带至当时仍处于西部高级联赛的多特蒙德。在这里他与锋线搭档于尔根·许茨组成了西部高级联赛最强大的内线组合，两人在110场比赛中射入79球。与许茨的搭档让他看到了自己在该位置上的卓越能力，他们亦因此被球迷昵称为“马克斯和莫里茨（Max und Moritz）”。自1963年起为多特蒙德和1965年至1967年为慕尼黑1860效力期间，科涅茨卡共参加了100场德甲比赛并射入72球。在德甲的前三个赛季，他都在联赛最佳射手的争夺中排名次席。
在1963年德国足球锦标赛中，康涅茨卡随多特蒙德在斯图加特内卡体育场举行的决赛以3:1战胜了更被看好的科隆，夺得其个人的第一个德国足球冠军。
德甲成立后，在多特蒙德于1963年8月24日主场对阵云达不来梅的首轮比赛中，科涅茨卡于开场后58秒便射入1球，成为德甲历史上的首个入球而被载入史册。而在1965-66赛季的德甲揭幕战上，他在慕尼黑1860与拜仁慕尼黑的同城德比中代表前者再度于第1分钟入球，成为唯一一位两次射入赛季首球的德甲球员。
科涅茨卡作为一名球员最大的成就是随多特蒙德获得1963年德甲创立前的最后一届德国足球锦标赛冠军及1965年的德国杯冠军。转会慕尼黑1860后，它亦于1966年首次获得德甲联赛的冠军。然而在1966-67赛季第8轮对阵旧东家多特蒙德的比赛中，他因愚蠢的攻击裁判行为而遭到6个月的禁赛，创下了当时德甲最为严厉的禁赛期纪录。这项纪录直至2012年才被效力于柏林赫塔的萊萬·科比亞什維利以7个半月的禁赛时长所打破。
1967年，年届29岁的科涅茨卡收到了来自国际米兰和皇家马德里的转会邀请，但他却出人意料的选择了加盟瑞士球队温特图尔，并随该队参加瑞士足球乙级联赛。1968年，他帮助球队重返甲级联赛并打入瑞士杯决赛，个人也以36个赛季入球荣膺最佳射手。1971年，他接任苏黎世的球员兼教练，并在1972年赢得了瑞士杯冠军。在球队于一年后在该项赛事实现卫冕后，他不再进入比赛出场阵容。自1973-74赛季起，他开始专注于教练工作。

#### 国家队生涯
在1962年至1965年期间，科涅茨卡共9次代表德国国家足球队参赛，并射入3球。

### 主教练生涯
在球员生涯结束后，科涅茨卡曾作为主教练分别执教过多特蒙德、拜耳乌丁根、苏黎世和苏黎世草蜢等球队。在执教苏黎世期间，球队曾连续三次获得瑞士甲级联赛冠军（1974年-1976年），并在1977年进入欧洲冠军杯的半决赛，却因不敌最终的冠军球队利物浦而被淘汰。此外，球队还获得了1972年、1973年和1976年的瑞士杯冠军。从1978年至1980年，他还作为伯尔尼年轻人的主帅两次率队进入瑞士杯决赛。随后科涅茨卡转投蘇黎世草蜢，并在1982年获得又一个瑞士甲级联赛冠军头衔。此后他还曾两度短暂执教拜耳乌丁根，其中1990-91赛季是在球队遭遇降级后接替原主帅弗里德赫姆·冯克尔就任。

### 私人生活
科涅茨卡连同其妻子克劳迪娅（Claudia）居住在琉森湖畔的布鲁嫩，后者还曾是《观点日报》的一名自由撰稿人。1985年，科涅茨卡最终决定将自己的名称改为“蒂莫（Timo）”。1988年8月2日，他正式获得瑞士国籍。2010年，他在瑞士电视台的安乐死广告中担任形象大使，并声称自己正因健康问题而在筹备死亡。2012年2月，因被确诊为患有无法治愈的胆管癌，康涅茨卡于2012年3月12日在瑞士安乐死组织艾克斯特（Exit）的帮助下结束了他的生命，留下了他的妻子及一个已成年的儿子。